# Vagula-tó
A Vagula-tó egy tó Észtországban, Võrumaa megyében Võru várostól északnyugatra, mintegy 69,2 méteres tengerszint feletti magasságban.

## Földrajz
Az 518 hektáron elterülő és legmélyebb pontján 11,5 méter mély tavat a Pühajõgi, Kondi oja, Kivioja, Üra oja patakok felduzzasztott vize táplálja. Vizét a Võhandu-folyó szállítja el. Átlagos mélysége 5,3 méter.

## Fordítás
Ez a szócikk részben vagy egészben  a   Vagula järv című észt Wikipédia-szócikk ezen változatának fordításán alapul.  Az eredeti cikk szerkesztőit annak laptörténete sorolja fel. Ez a jelzés csupán a megfogalmazás eredetét és a szerzői jogokat jelzi, nem szolgál a cikkben szereplő információk forrásmegjelöléseként.